# Mary Bain
Pour les articles homonymes, voir Bain.
Mary Bain est une joueuse d'échecs américaine née Marie Weiserova en Ukraine le 16 décembre 1908 et morte le 26 octobre 1972.

## Biographie et carrière
Mary Bain émigra aux États-Unis en 1921 et épousa Leslie Balogh Bain en 1926.
Elle participa au championnat du monde d'échecs féminin en 1937 et finit cinquième avec 8,5 points sur 14. Elle remporta le championnat féminin américain en 1951 avec huit victoires et une nulle , ce qui la qualifiait pour le tournoi des candidates de 1952 à Moscou où elle finit quatorzième parmi 16 participantes. Elle  reçut le titre de maître international féminin en 1952.
En 1963, elle représenta les États-Unis lors de l'Olympiade d'échecs féminine de Split en Yougoslavie et marqua 4,5 points sur 14 au deuxième échiquier. Elle remporta l'US Open (le championnat open des États-Unis) féminin en 1965 et 1966.